# Aleš Gorza
Aleš Gorza, slovenski smučar in trener, * 20. julij 1980, Črna na Koroškem.
Gorza je v svetovnem pokalu prvič nastopil 21. decembra 2001 v Kranjski Gori. Za Slovenijo je nastopil na Zimskih olimpijskih igrah 2006 v Torinu, kjer je nastopil v superveleslalomu, veleslalomu, slalomu in alpski kombinaciji. V kombinaciji je osvojil 15. mesto. 

## Uspehi

### Uvrstitve v končni razvrstitvi svetovnega pokala
- 2002/2003 - 102.
- 2003/2004 - 116.
- 2004/2005 - 64.
- 2005/2006 - 70.
- 2006/2007 - 60.
- 2007/2008 - 31.
- 2008/2009 - 63.
- 2009/2010 - 70.
- 2010/2011 - 139

### Uvrstitve med prve tri
1. Kanada Whistler   –  21. februar 2008 (superveleslalom) - 3. mesto
2. Italija Bormio   –  13. marec 2008 (superveleslalom) - 3. mesto